# Bergfriede
Bergfriede ist ein Ortsteil der Stadt Oebisfelde-Weferlingen im Landkreis Börde in Sachsen-Anhalt.

## Geographie
Bergfriede ist ein Straßendorf. Es liegt im Naturpark Drömling. Ungefähr in nordwestlich-südöstlicher Richtung verläuft nördlich des Ortes der Mittellandkanal, südlich parallel zum Kanal der Allerkanal oder Allergraben. Die Schnellfahrstrecke Hannover–Berlin passiert Bergfriede nördlich. Oebisfelde liegt rund sieben Kilometer westlich. 

## Geschichte
Die Gemeinde Bergfriede gehörte erst dem Kreis Gardelegen an, Im Jahr 1939 hatte Bergfriede 143 Einwohner. 1952 kam es zum Kreis Klötze. Am 14. April 1994 wurde Bergfriede Teil der Stadt Oebisfelde, die am 1. Juli 1994 dem neugebildeten Ohrekreis beitrat.

## Infrastruktur
Bergfriede liegt am ehemaligen Verlauf der in Ost-West-Richtung verlaufenden Bundesstraße 188. Am Mittellandkanal befindet sich bei Kilometer 268,7 die Anlagestelle Bergfriede.